# Hòa Ân
Hòa Ân là một xã cũ thuộc huyện Cầu Kè, tỉnh Trà Vinh, Việt Nam.

## Địa lý
Xã Hòa Ân nằm ở trung tâm huyện Cầu Kè, có vị trí địa lý:
- Phía đông giáp xã Thông Hòa
- Phía tây giáp thị trấn Cầu Kè và xã Hòa Tân
- Phía nam giáp xã Châu Điền
- Phía bắc giáp xã Tam Ngãi.

Xã Hòa Ân có diện tích 20,97 km², dân số năm 2019 là 8.558 người, mật độ dân số đạt 408 người/km².

## Hành chính
Xã Hòa Ân được chia thành 5 ấp: Bà My, Giồng Dầu, Giồng Lớn, Thông Thảo, Trà Kháo.

## Lịch sử
Ngày 2 tháng 3 năm 1998, Chính phủ Việt Nam ban hành Nghị định số 13/1998/NĐ-CP về việc thành lập xã Hòa Tân trên cơ sở điều chỉnh 1.261,72 ha diện tích tự nhiên và 5.198 nhân khẩu của xã Hòa Ân.
Sau khi điều chỉnh địa giới hành chính, xã Hòa Ân có 2.097,18 ha diện tích tự nhiên và 8.181 nhân khẩu.
Ngày 15 tháng 10 năm 2019, Hội đồng Nhân dân tỉnh Trà Vinh ban hành Nghị quyết 157/NQ-HĐND về việc sáp nhập ấp Sóc Kha vào ấp Bà My.